# Sakura ozdobná
Sakura ozdobná, též třešeň pilovitá nebo slivoň sakura (Prunus serrulata, japonsky: 桜 nebo 櫻; pomocí katakany: サクラ; hiragany: さくら) je druh ovocného stromu z rodu slivoň. Plody třešní (v Japonsku nazývané sakuranbo) jsou z jiného druhu stromu.

## Popis
Je to 3–7 metrů vysoký opadavý strom nebo keř s širokou korunou. Borka je hnědá, hladká, slabě lesklá, stejně jako letorosty. Listy jsou řapíkaté, vejčité, červenohnědé až zelené. Květy jsou růžové, často plnokvěté, uspořádané v krátkých hroznech; kvetou od dubna do května. Plodem je drobná, kulovitá nebo vejčitá peckovice. V zemi původu roste obvykle v lesích, lesních pláštích a na křovinatých stráních, často je vysazována okolo lidských sídel.

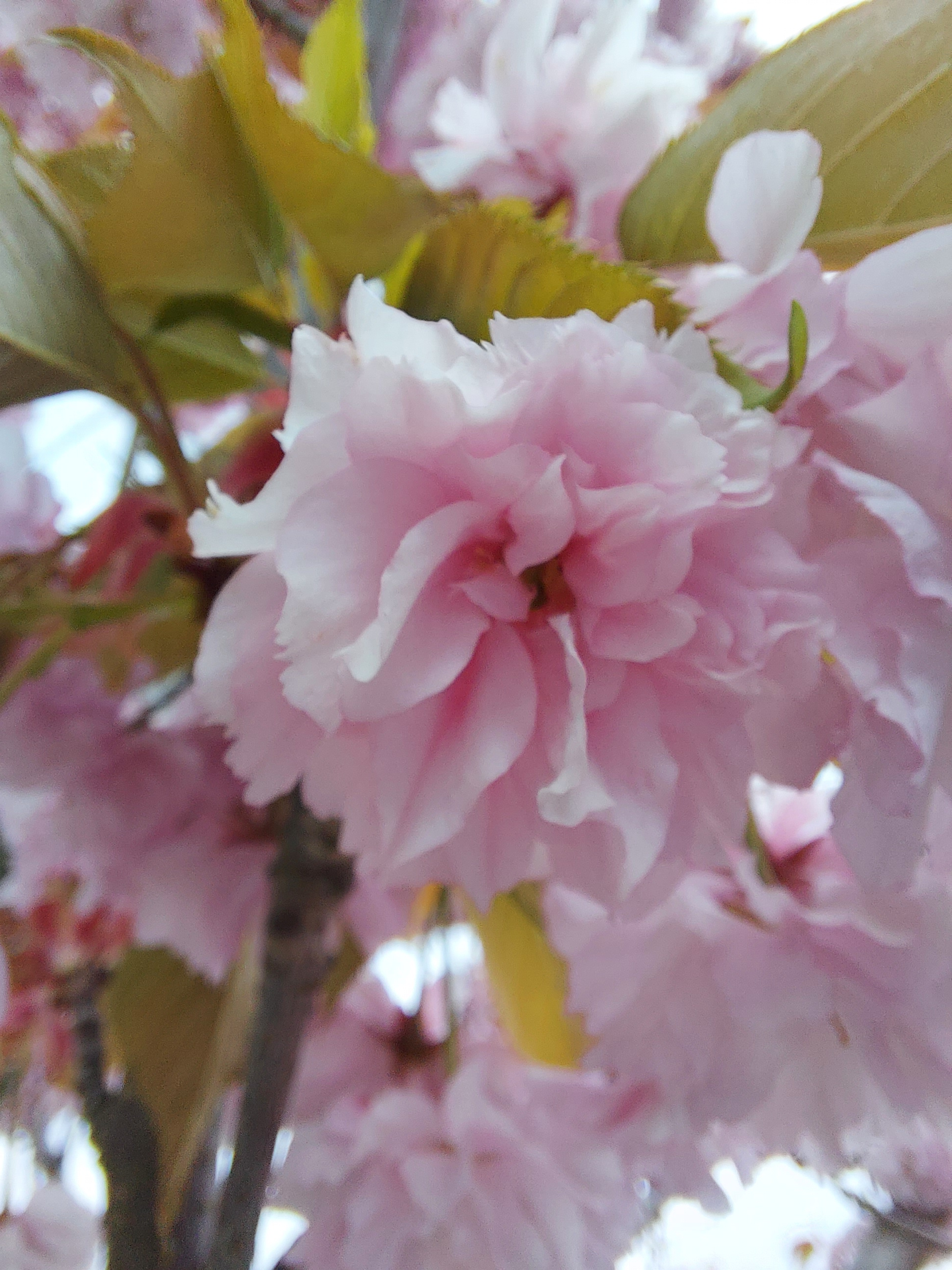
Květ sakury, vyučení vyfoceno ve stromořadí v ulici Obrněné brigády v Chebu

## Historie

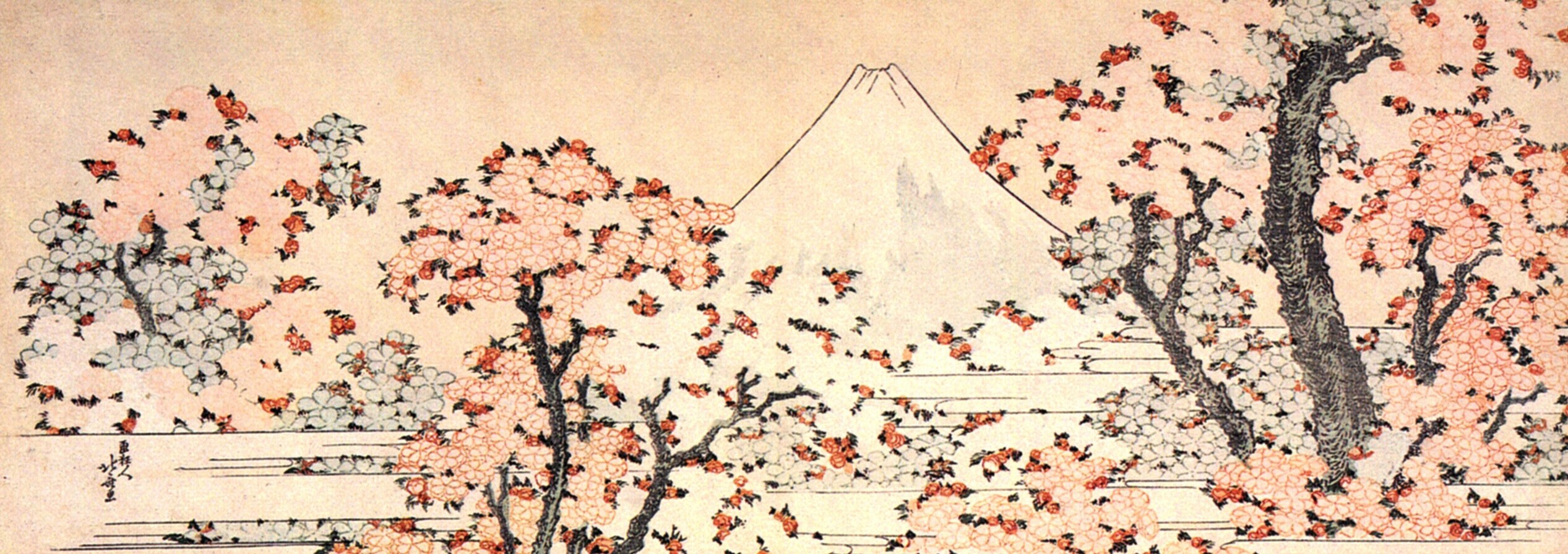
Pohled na horu Fudži přes květy sakury. Dílo od Kacušiky Hokusaie.

Domovem sakury je mnoho asijských států, např. Japonsko, Čína, Indie, Vietnam a Korea. Japonsko má mnoho variant sakury (více než 200 kultivarů).
Během období Heian (794–1191) převzala japonská společnost mnoho zvyků z Číny, včetně zvyku pozorování květů (japonsky hanami: 花見), kdy císařská rodina, básníci, zpěváci a aristokracie nejčastěji oslavovali květy sakury. V Japonsku byly pěstovány stromy pro svou krásu a zkrášlení okolí kjótskou šlechtou nejméně od roku 794. V Číně funkci sakury původně zastával strom švestky ume (meruňka japonská, Prunus mume), ale v polovině 9. století ho nahradila sakura.

## SvátekHanami

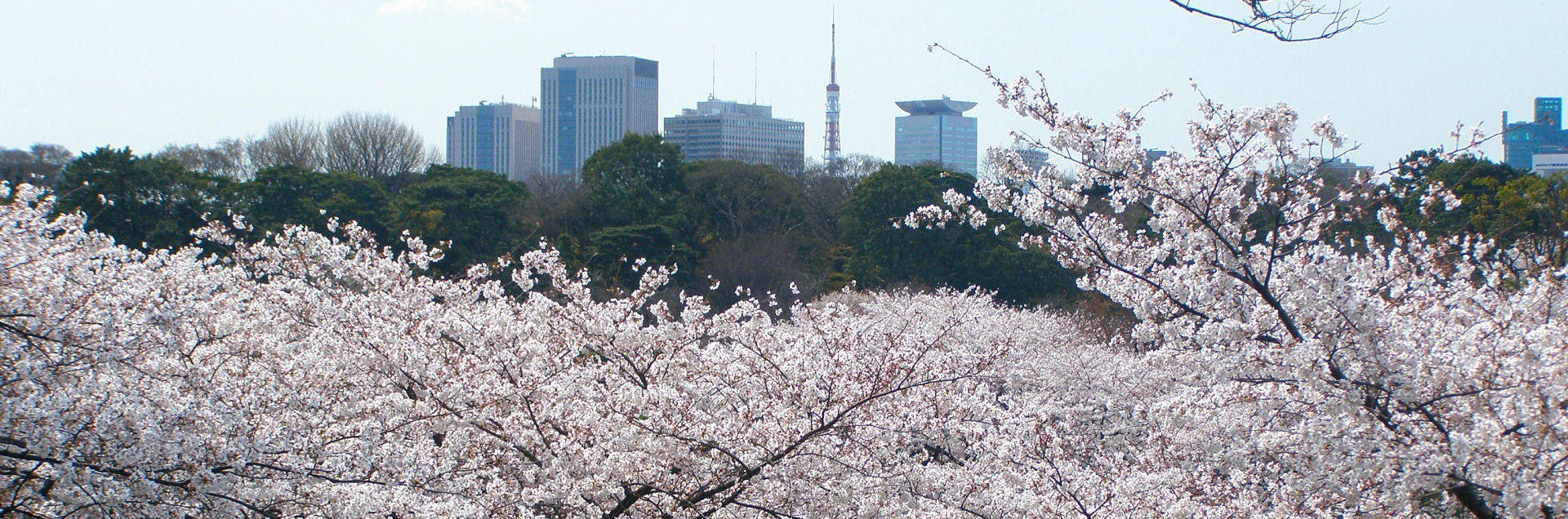
Rozkvetlé květy sakury v okolí Tokia

Každý rok japonští meteorologové a veřejnost sledují s příchodem teplejšího počasí květy sakury. Sakura začíná nejdříve rozkvétat na jihu Okinawy, kde je v plném květu kolem 30. března, v Kjótu a Tokiu rozkvétají sakury většinou na konci března nebo začátkem dubna. Rozkvět sakurových stromů postupuje do oblastí ve vyšších nadmořských výšek a na sever, na Hokkaidó přichází o několik týdnů později (kolem 10. května). Japonci věnují velkou pozornost předpovědím začátku kvetení sakury a po rozkvětu se vydají do parků, svatyní a chrámů, aby se s příbuznými a známými pokochali krásou rozkvetlých květů. Svátky zvané Hanami oslavují krásu sakury a pro mnoho Japonců jsou příležitostí se uvolnit a potěšit z pěkného pohledu. Zvyk hanami je velmi starý – kronika z osmého století Nihonšoki zaznamenává, že oslavy Hanami byly pořádány již v třetím století našeho letopočtu.
Největší japonské školy a veřejné budovy mají stromy sakury ve svém okolí. V Japonsku začíná fiskální rok a školní rok v dubnu, v mnoha částech ostrova Hokkaidó je první pracovní den a školní den v období rozkvětu sakur.

## Sakura jako symbol

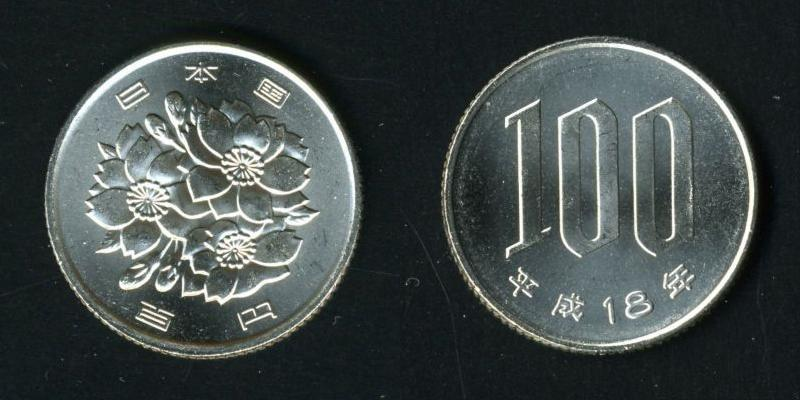
Japonská mince hodnoty 100 jenů znázorňující květy sakury

Zatímco v Číně třešňové květy symbolizují ženskou krásu, ženskost nebo lásku, v Japonsku, kvůli krátké kvetoucí době sakury, jsou symbolem pomíjivé povahy života. Také ukazují, že život je stejně krátký a krásný jako ony květy. Třešňové květy také symbolizují oblaka, díky své povaze tvořit shluky květů.
Květy jsou také častou ozdobou na všech druzích spotřebního zboží v Japonsku, včetně kimon, papírnického zboží a nádobí.
Sakura je předzvěstí dobrého bohatství, je symbolem lásky, zalíbení a také reprezentuje jaro.
Během druhé světové války, byla sakura používána pro motivaci a manipulaci japonských obyvatel. Japonští piloti malovali po straně letadel květy sakury či si s sebou brali na své mise větvičky stromů. Třešňový květ namalovaný na straně bombardéru symbolizoval intenzitu a pomíjivost života.
Ve svých koloniálních zemích císařské Japonsko často zasazovalo stromy sakury jako symboly "nároku na obsazené oblasti jako japonský prostor".

## Kultivary sakury

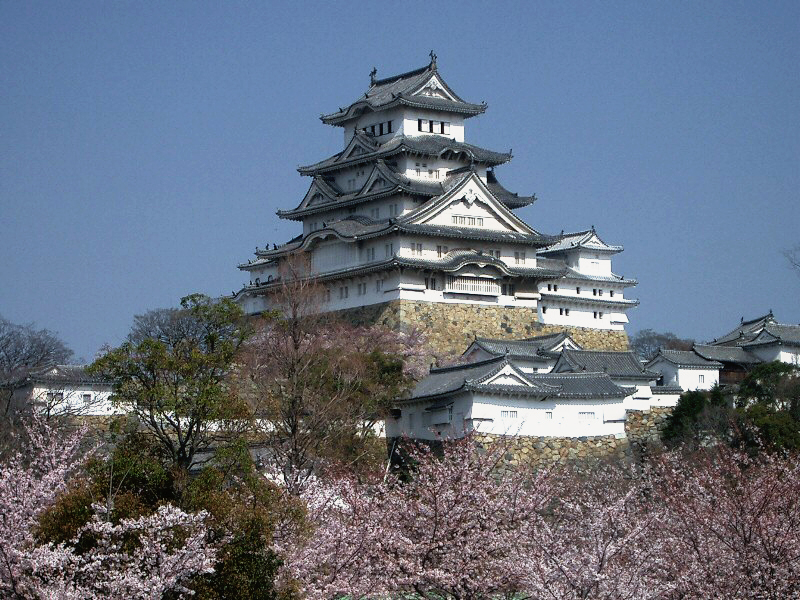
Hrad Himedži obklopený rozkvetlými sakurami

Velmi oblíbeným kultivarem sakury je v Japonsku Somei Jošino (染井吉野, Prunus × yedoensis). Její květy jsou téměř bílé, v blízkosti kmenu s lehkým růžovým nádechem. Její květy opadají obvykle do týdne, před rozpukem listů. Proto stromy vypadají jako celé bílé. Tato varieta získala své jméno podle vesnice Somei, která je nyní částí čtvrti Tošima (豊島) v Tokiu. Vyšlechtěna byla v druhé polovině 19. století na konci období Edo.
Zimní sakura (fujuzakura/Prunus subhirtella autumnalis) začíná kvést na podzim a pokračuje s kvetením sporadicky přes zimu. Je křížencem mezi třešní Tokio Higan (江戸彼岸(桜),Edohiganzakura/P. pendula) a Mamezakura(豆桜)/P. incisa.

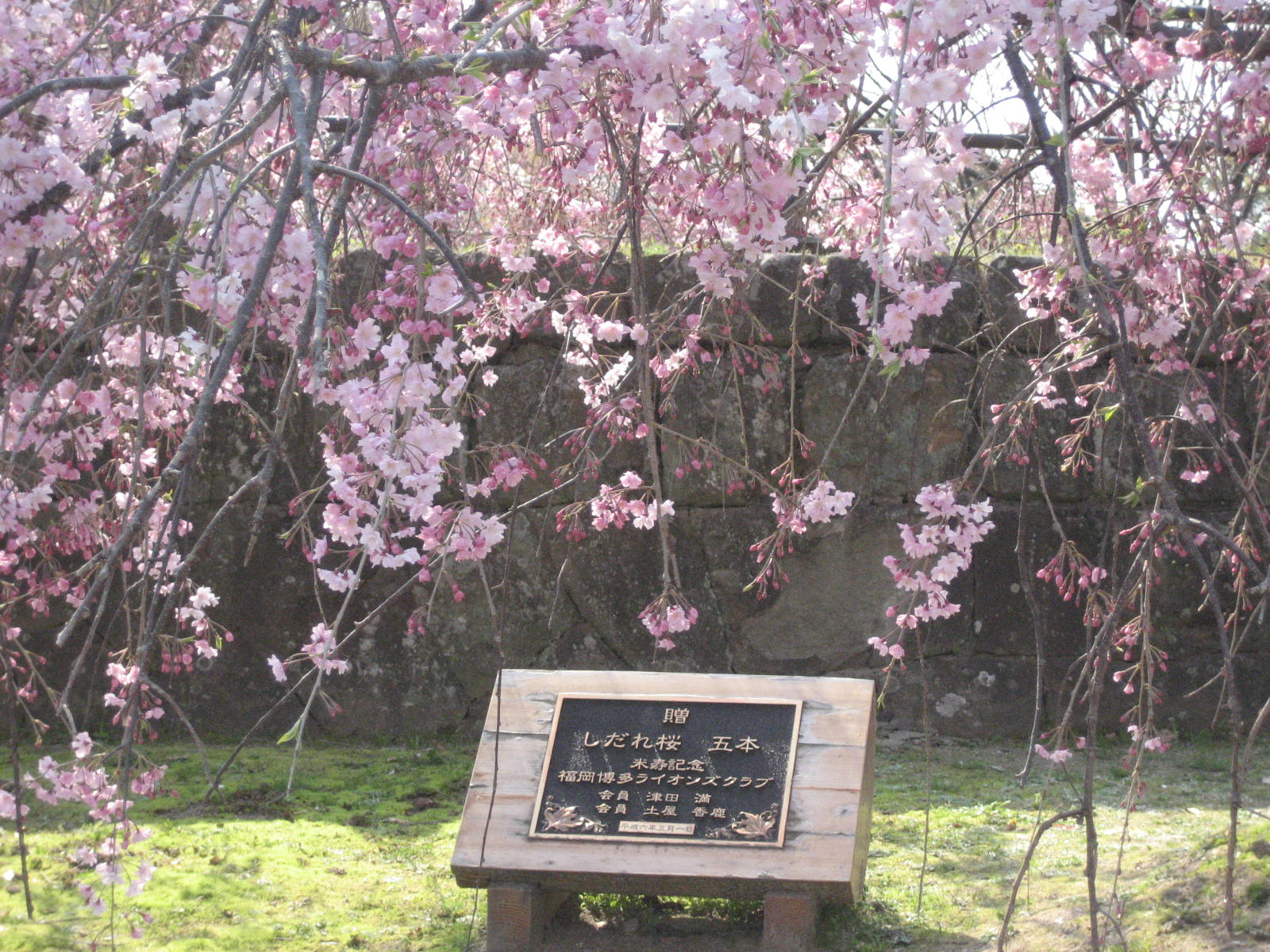
Květy sakury variety Šidare (枝垂桜)

Dalšími kultivary jsou jamazakura (山桜), jaezakura (八重桜) a šidarezakura(枝垂桜). Jaezakura má velké květy, se silně růžovými okvětními lístky. Šidarezakura, nazývaná též převislá třešeň, má větve ohnuté směrem dolů jako smuteční vrba, při kvetení vytváří vodopády květů.

## Roubování
Sakury bývají většinou roubované na kmínek třešně ptačí nebo mahalebky obecné. Díky tomu jsou odolnější vůči suchu i dalším nepříznivým vlivům. Místo, kde se nachází roub, zpravidla mění svůj objem, neboť roub „tloustne“ jinou rychlostí než podnož. Všechny výhony, které vyrůstají pod tímto místem, je třeba odstraňovat, jinak strom časem zplaní. Roub pak dostává od kořene stále méně živin, slábne, přerůstá ho koruna narůstající přímo z podnože, až nakonec uschne.